# حبيب ميتي
حبيب ميتي (مواليد 3 يناير 1991) هو لاعب كرة قدم إيفواري يلعب في نادي المصنعة العماني.

## مسيرة اللاعب
لعب سابقاً في النجم الساحلي التونسي ونادي النهضة السعودي ونادي الخليج السعودي و البنزرتي التونسي و نادي الفحيحيل الكويتي و نادي المصنعة العماني.

## روابط خارجية
حبيب ميتي على موقع قاعدة بيانات كرة القدم.إي يو (الإنجليزية)
- حبيب ميتي على موقع Soccerway.com (الإنجليزية)
- حبيب ميتي على موقع عالم كرة القدم.نت (الإنجليزية)